# شهرستان آدامز (اوهایو)
شهرستان آدامز، اوهایو (به انگلیسی: Adams County, Ohio) شهرستانی در ایالات متحده آمریکا است که در اوهایو واقع شده‌است.

## نگارخانه

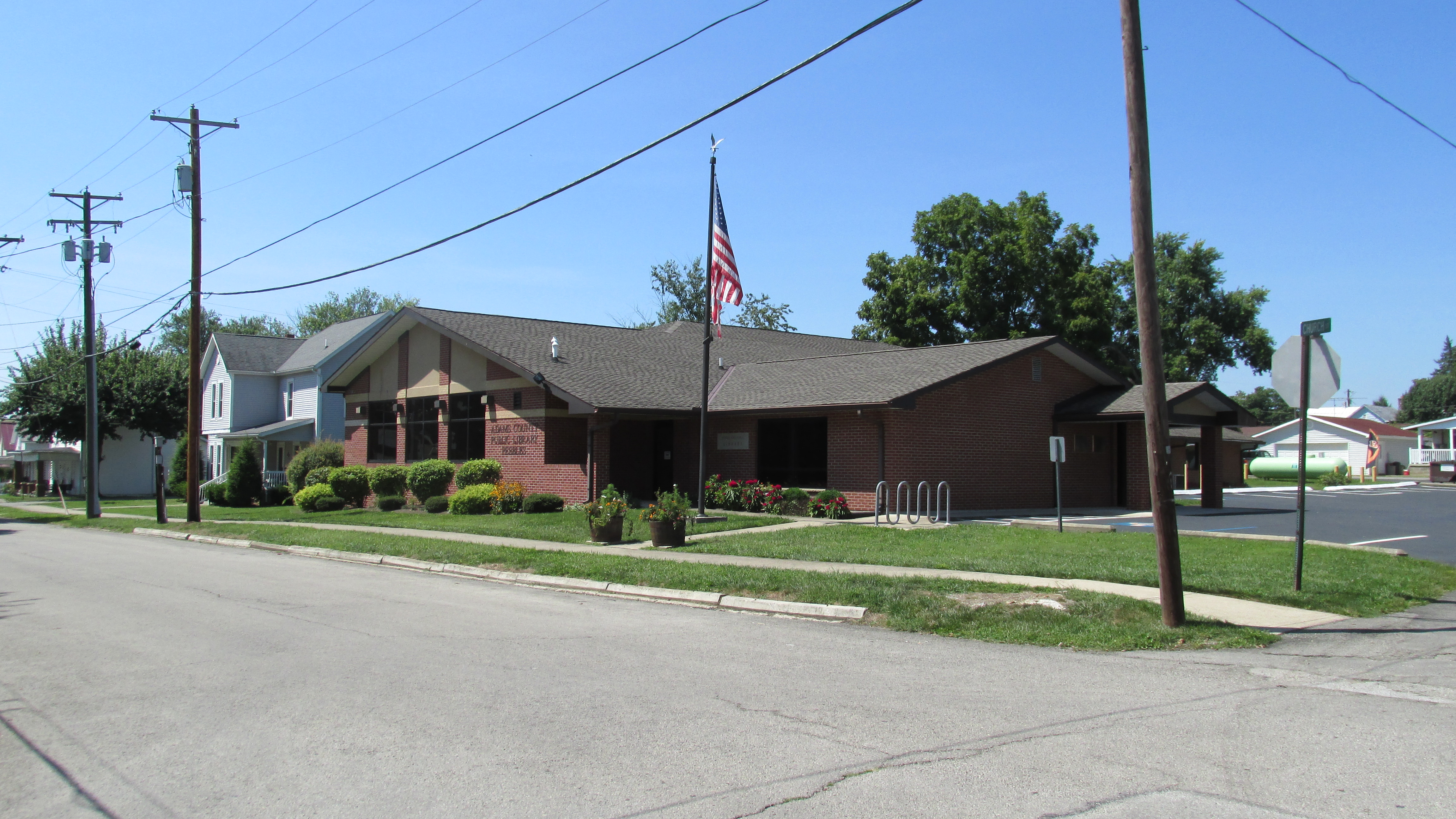
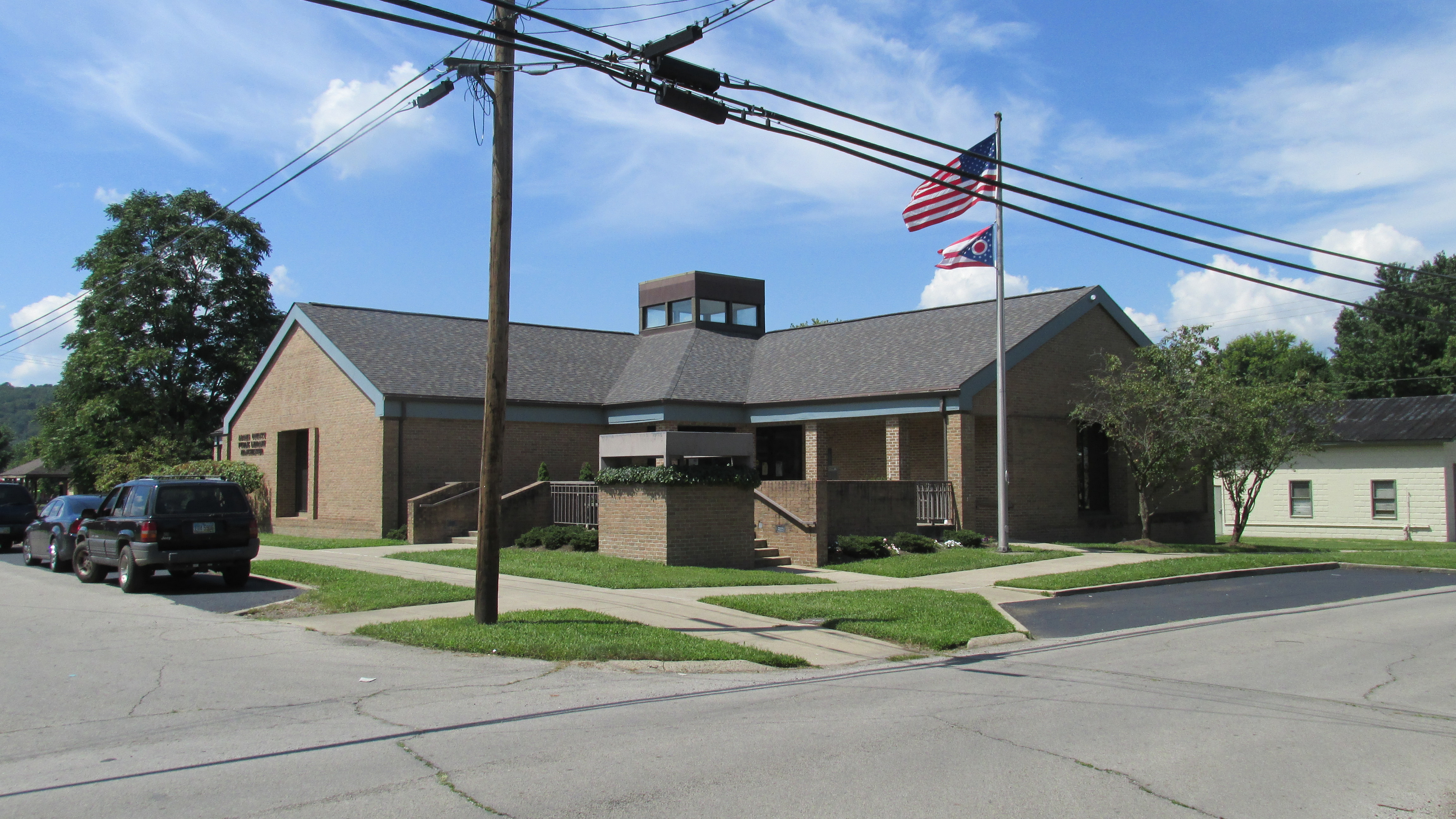
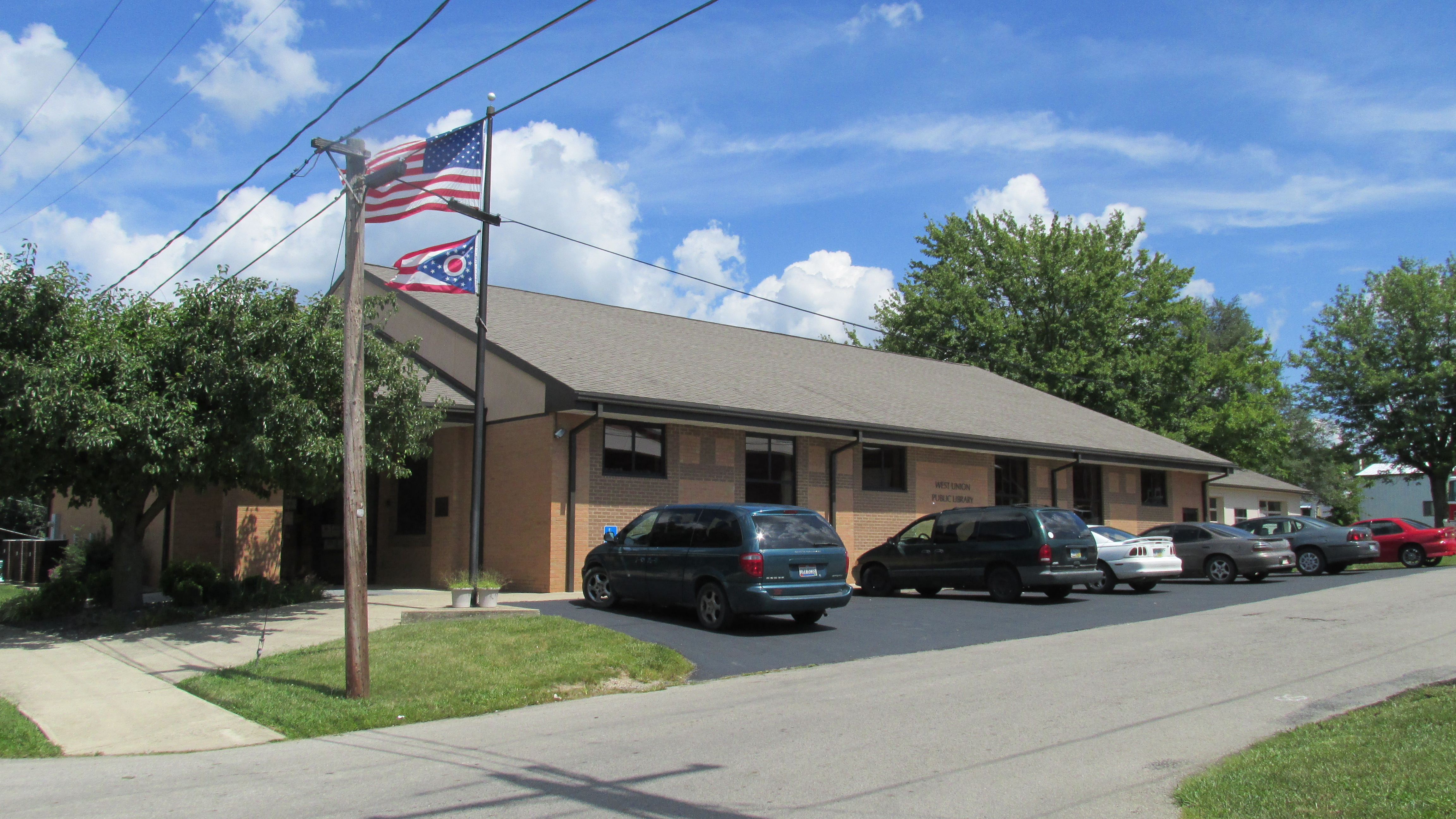
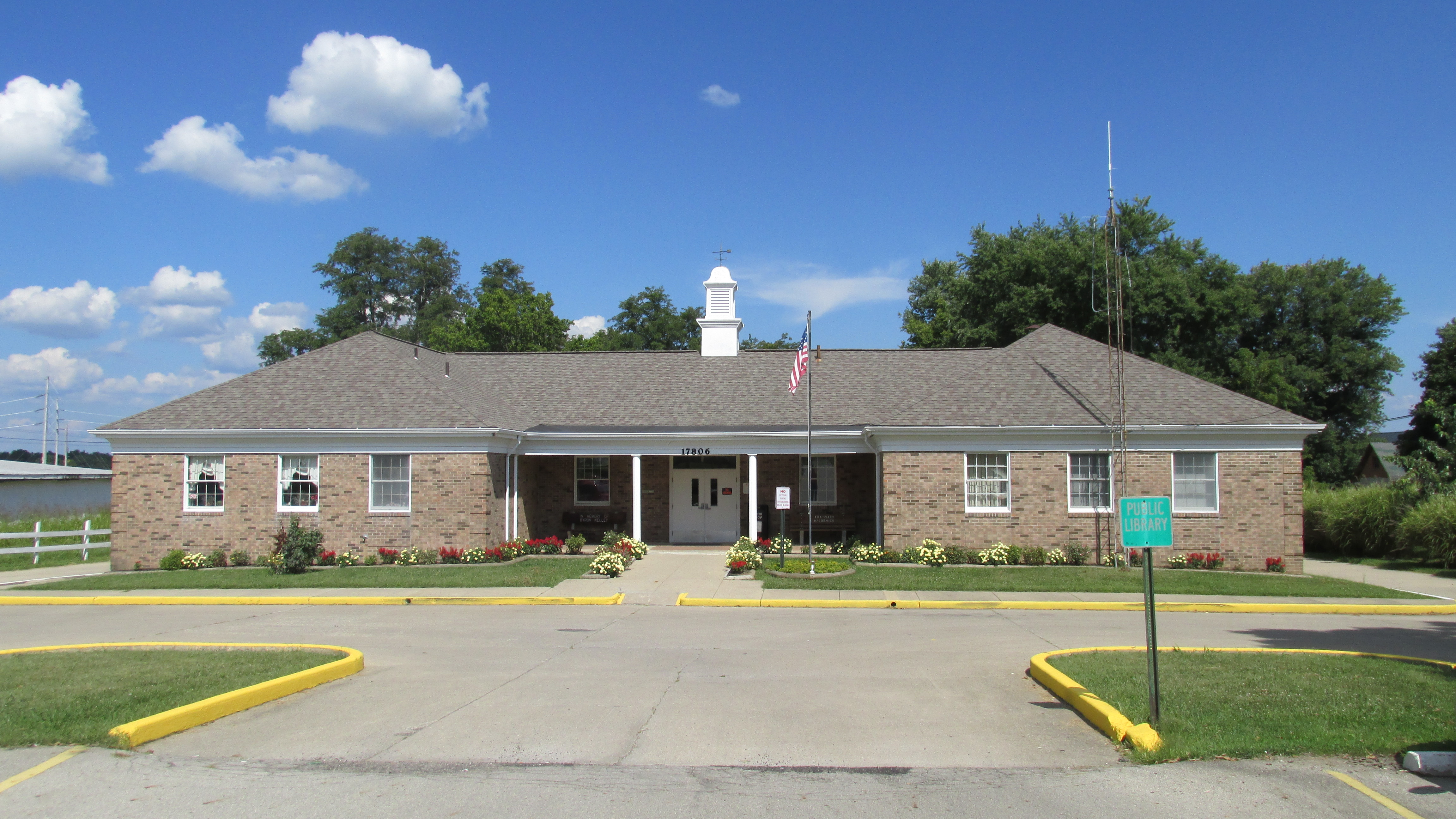